# Église Notre-Dame-de-l'Assomption de Sinnamary
L’église Notre-Dame-de-l’Assomption de Sinnamary est une église située dans la commune française de Sinnamary en Guyane. Elle est dédiée à l’Assomption de Marie.

## Histoire
L’église fut construite de 1928 à 1937 sur les plans du père Leroy.